# بي إن بي باريبا
بي إن بي باريبا (بالفرنسية: BNP Paribas)‏ هي مجموعة بنكية عالمية فرنسية مقرها الرئيس في باريس، ولديها مقر عالمي آخر في لندن. وقد نشأت المجموعة على إثر اندماج بنك باريس الوطني (Banque Nationale de Paris (BNP مع پاريبا (Paribas) عام 2000. وفي أبريل 2009 قامت مجموعة بي إن بي باريبا بشراء حصة 75% من بنك فورتيس Fortis Bank البلجيكي، وهو ما جعل من بي إن بي باريبا أكبر بنك في منطقة اليورو من حيث الودائع. وفي عام 2011 كان بي إن بي باريبا هو أكبر بنك في العالم من حيث الحجم الإجمالي للأصول التي بلغت 2.670 تريليون دولار. وقد بلغت إيرادات المجموعة عام 2010 حوالي 43.88 مليار يورو، وحققت حينها أرباحا ًصافية بلغت حوالي 7.8 مليار يورو.
المجموعة تعمل في عدة قطاعات إستراتيجية تتراوح بين الخدمات المصرفية للأفراد والخدمات المصرفية الاستثمارية والحلول الاستثمارية (والتي تشمل مثلا ًإدارة الأصول، والخدمات العقارية وغيرها).
هناك أربعة أسواق محلية لمجموعة بي إن بي باريبا وهي فرنسا، إيطاليا، بلجيكا، ولوكسمبورغ. كما أن لديها عمليات تجزئة كبيرة في الولايات المتحدة وبولندا وتركيا وأوكرانيا، وشمال أفريقيا، فضلاً عن عمليات مصرفية استثمارية واسعة النطاق في نيويورك، ولندن، وهونغ كونغ، وسنغافورة.